# 马格尼特内
马格尼特内（羅馬化：Magnitnyy）是俄罗斯库尔斯克州的市级镇，属热列兹诺戈尔斯克区，地处库尔斯克州北部，在区行政中心热列兹诺戈尔斯克东北、州府库尔斯克西北方，靠近该州与奥廖尔州的州界。设有铁路车站。
该地2021年人口有1,551人；2010年人口1,964；2002年人口2,359；1989年人口2,176。